# Мелроз (город, Миннесота)
Мелроз (англ. Melrose) — город в округе Стернс, штат Миннесота, США. На площади 7,6 км² (7,3 км² — суша, 0,3 км² — вода), согласно переписи 2002 года, проживают 3091 человек. Плотность населения составляет 421,5 чел./км².
Через город проходит межштатная автомагистраль I-94.
- Телефонный код города — 320
- Почтовый индекс — 56352
- FIPS-код города — 27-41570[1]
- GNIS-идентификатор — 0647757[2]